# Крістіан Лопес
Крістіан Лопес (фр. Christian Lopez, нар. 15 березня 1953, Айн-Темушент, Алжир) — французький футболіст, захисник.
Насамперед відомий виступами за клуб «Сент-Етьєн», а також національну збірну Франції.

## Клубна кар'єра
У дорослому футболі дебютував 1969 року виступами за команду клубу «Сент-Етьєн», в якій провів тринадцять сезонів, взявши участь у 350 матчах чемпіонату.  Більшість часу, проведеного у складі «Сент-Етьєна», був основним гравцем захисту команди.
Згодом з 1982 по 1986 рік грав у складі команд клубів «Тулуза» та «Монпельє».
Завершив професійну ігрову кар'єру у нижчоліговому клубі «Монтелімар», за команду якого виступав протягом 1986—1987 років.
Загалом у вищому дивізіоні чемпіонату Франції Д1 провів 14 сезонів. Зіграв 429 матчів та забив 28 голів.

### Клубна статистика. Чемпіонат та Кубок Франції. 1971-1986
| Сезон             | Клуб              | Ліга              | Чемпіонат  | Чемпіонат | Чемпіонат | Кубок Франції | Кубок Франції | Кубок Франції |
| ----------------- | ----------------- | ----------------- | ---------- | --------- | --------- | ------------- | ------------- | ------------- |
| Сезон             | Клуб              | Ліга              | Досягнення | Матчі     | Голи      | Досягнення    | Матчі         | Голи          |
| 1971-72           | «Сент-Етьєн»      | Д1                | 6          | 19        | 0         | 1/16          | 2             | 0             |
| 1972-73           | «Сент-Етьєн»      | Д1                | 4          | 18        | 1         | 1/4           | 2             | 1             |
| 1973-74           | «Сент-Етьєн»      | Д1                |            | 23        | 4         |               | 9             | 1             |
| 1974-75           | «Сент-Етьєн»      | Д1                |            | 37        | 4         |               | 8             | 1             |
| 1975-76           | «Сент-Етьєн»      | Д1                |            | 38        | 1         | 1/32          | 1             | 0             |
| 1976-77           | «Сент-Етьєн»      | Д1                | 5          | 38        | 4         |               | 10            | 1             |
| 1977-78           | «Сент-Етьєн»      | Д1                | 7          | 36        | 2         | 1/16          | 3             | 0             |
| 1978-79           | «Сент-Етьєн»      | Д1                |            | 38        | 2         | 1/8           | 5             | 0             |
| 1979-80           | «Сент-Етьєн»      | Д1                |            | 27        | 1         | 1/4           | 1             | 0             |
| 1980-81           | «Сент-Етьєн»      | Д1                |            | 38        | 1         |               | 10            | 0             |
| 1981-82           | «Сент-Етьєн»      | Д1                |            | 38        | 1         |               | 9             | 0             |
| 1982-83           | «Тулуза»          | Д1                | 11         | 37        | 6         | 1/8           | 5             | 1             |
| 1983-84           | «Тулуза»          | Д1                | 5          | 31        | 1         | 1/16          | 3             | 0             |
| 1984-85           | «Тулуза»          | Д1                | 11         | 11        | 0         | 1/2           | 2             | 0             |
| 1985-86           | «Монпельє»        | Д2                | 5          | 24        | 2         | 1/16          | 4             | 0             |
| ВСЬОГО            | «Сент-Етьєн»      | Д1                | 11 сезонів | 350       | 21        | 11 стартів    | 60            | 4             |
| ВСЬОГО            | «Тулуза»          | Д1                | 3 сезони   | 79        | 7         | 3 старти      | 10            | 1             |
| ВСЬОГО            | «Монпельє»        | Д2                | 1 сезон    | 24        | 2         | 1 старт       | 4             | 0             |
| ВСЬОГО в Д1       | ВСЬОГО в Д1       | ВСЬОГО в Д1       | 14 сезонів | 429       | 28        | 14 стартів    | 70            | 5             |
| ВСЬОГО за кар'єру | ВСЬОГО за кар'єру | ВСЬОГО за кар'єру | 15 сезонів | 453       | 30        | 15 стартів    | 74            | 5             |

## Єврокубки
Крістіан Лопес провів усі свої 7 сезонів у клубних турнірах УЄФА у складі «Сент-Етьєна», зігравши загалом 43 гри, відзначившись трьома голами. Найкраще досягнення - фінал Кубка чемпіонів 1975-76, який відбувся 12 травня у Глазго на стадіоні Гемпден-Парк, де французи поступилися  мюнхенській «Баварії» — 0:1. 
Дебют припав на перший матч 1/16 фіналу Кубка чемпіонів 1974-75 проти «Спортінгу» з Ліссабона. Ця гра відбулася в Сент-Етьєні і завершилася перемогою господарів 2:0.
Перший гол у єврокубках забив у матчі 1/8 фіналу Кубку УЄФА 1979-80 у ворота «Арісу» з Салонік. «Сент-Етьєна» переміг — 4:1.
Другий м'яч провів також у розіграші Кубка УЄФА 1980-81 у ворота фінського «Куопіо Паллосаура». Це був матч-відповідь 1/32 фіналу у якому господарі розгромили гостей — 7:0.
У квалфікаційному раунді Кубка чемпіонів 1981-82 у першій грі з берлінським «Динамо» на власному стадіоні «Жеффру-Гішар», яка завершилась внічию — 1:1, був автором обох м'ячів. У першому таймі відзначився автоголом, а у другому — зрівняв рахунок. Це третій, і, зрештою, останній м'яч Крістіана у Кубках Європи.
А повторна гра у Берліні завершилася з рахунком 2:0 на користь німців. Цим матчем і закінчилися виступи Лопеса на європейській клубній арені. 
У другій — домашній — чвертьфінальній грі Кубка чемпіонів 1975-76 з київським Динамо, у своєму карному майданчику відібрав м'яч у Олега Блохіна, який виходив сам-на-сам з голкіпером «Сент-Етьєна», передав його вперед і французи відкрили рахунок. Підсумок тієї гри — 3:0 у додатковий час і вихід "зелених" до півфіналу.

### Статистика виступів у єврокубках
| Сезон             | Клуб              | Турнір          | Досягнення    | Матчі | Голи |
| ----------------- | ----------------- | --------------- | ------------- | ----- | ---- |
| 1974–75           | «Сент-Етьєн»      | Кубок чемпіонів | Півфінал      | 8     | 0    |
| 1975-76           | «Сент-Етьєн»      | Кубок чемпіонів |               | 9     | 0    |
| 1976-77           | «Сент-Етьєн»      | Кубок чемпіонів | 1/4 фіналу    | 6     | 0    |
| 1977-78           | «Сент-Етьєн»      | Кубок кубків    | 1/16 фіналу   | 2     | 0    |
| 1979-80           | «Сент-Етьєн»      | Кубок УЄФА      | 1/4 фіналу    | 8     | 1    |
| 1980-81           | «Сент-Етьєн»      | Кубок УЄФА      | 1/4 фіналу    | 8     | 1    |
| 1981-82           | «Сент-Етьєн»      | Кубок чемпіонів | Кваліф. раунд | 2     | 1    |
| ВСЬОГО за кар'єру | ВСЬОГО за кар'єру | 7 євросезонів   | 7 євросезонів | 43    | 3    |

### Статистика по турнірам
| Турнір          | Сезони | Матчі | Голи |
| --------------- | ------ | ----- | ---- |
| Кубок чемпіонів | 4      | 25    | 1    |
| Кубок кубків    | 1      | 2     | 0    |
| Кубок УЄФА      | 2      | 16    | 2    |

## Виступи за збірну
Протягом кар'єри у національній команді, яка тривала 7 років та 4 місяці, провів у формі головної команди країни 39 матчів, забивши 1 гол.
26 березня 1975 року дебютував в офіційних матчах у складі національної збірної Франції. В Парижі на Парк де Пренс Франція у товариському поєдинку перемогла збірну Угорщини — 2:0. 
Останнім виступом був матч за третє місце на чемпіонаті світу 1982 року. 10 липня в Аліканте Польща переграла "синіх" — 3:2. Лопес вийшов на заміну у середині другого тайму. 
Єдиний м'яч у складі національної збірної провів на чемпіонаті світу 1978 року. 10 червня в Мар-дель-Платі у третьому і останньому матчі групового турніру Франція перемогла збірну Угорщини — 3:1. Крістіан відкрив рахунок у середині першого тайму.

### Статистика матчів за збірну
| Турнір           | Матчі | Перемоги | Нічиї | Поразки | Голи |
| ---------------- | ----- | -------- | ----- | ------- | ---- |
| Товариські матчі | 17    | 11       | 1     | 5       | 0    |
| Чемпіонат Європи | 0     | 0        | 0     | 0       | 0    |
| Кваліфікація ЧЄ  | 6     | 3        | 2     | 1       | 0    |
| Чемпіонат світу  | 6     | 2        | 1     | 3       | 1    |
| Кваліфікація ЧС  | 10    | 5        | 1     | 4       | 0    |
| ВСЬОГО           | 39    | 21       | 5     | 13      | 1    |

### На чемпіонатах світу та Європи
У складі збірної був учасником:
- чемпіонату світу 1978 року в Аргентині, на якому "триколірні" посіли 3-е місце в групі;
- чемпіонату світу 1982 року в Іспанії, де французи зайняли 4-е місце;

| Рік  | Турнір          | Місце | Матчі | Перемоги | Нічиї | Поразки | Голи |
| ---- | --------------- | ----- | ----- | -------- | ----- | ------- | ---- |
| 1978 | Чемпіонат світу | 12    | 2     | 1        | 0     | 1       | 1    |
| 1982 | Чемпіонат світу | 4     | 4     | 1        | 1     | 2       | 0    |

## Титули і досягнення

### Командні
- Чемпіонат Франції:
  -  Чемпіон (4): «Сент-Етьєн»: 1973-74, 1974-75, 1975-76, 1980-81

-  Віце-чемпіон (2): «Сент-Етьєн»: 1981-82
-  Третє місце (2): «Бордо»: 1978-79, 1979-80

- Кубок Франції:
  -  Володар (3): «Сент-Етьєн»: 1973-74, 1974-75, 1976-77
  -  Фіналіст (2): «Сент-Етьєн»: 1980-81, 1981-82